# Sanja Gamma

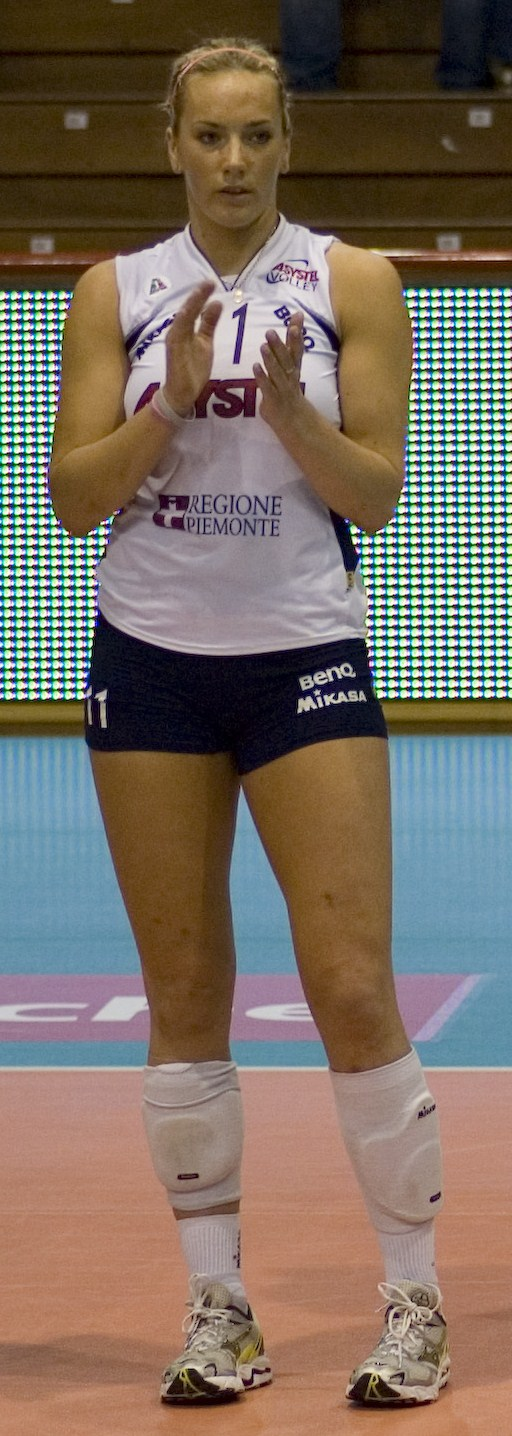
Sanja Popović zawodniczką klubu Asystel Novara

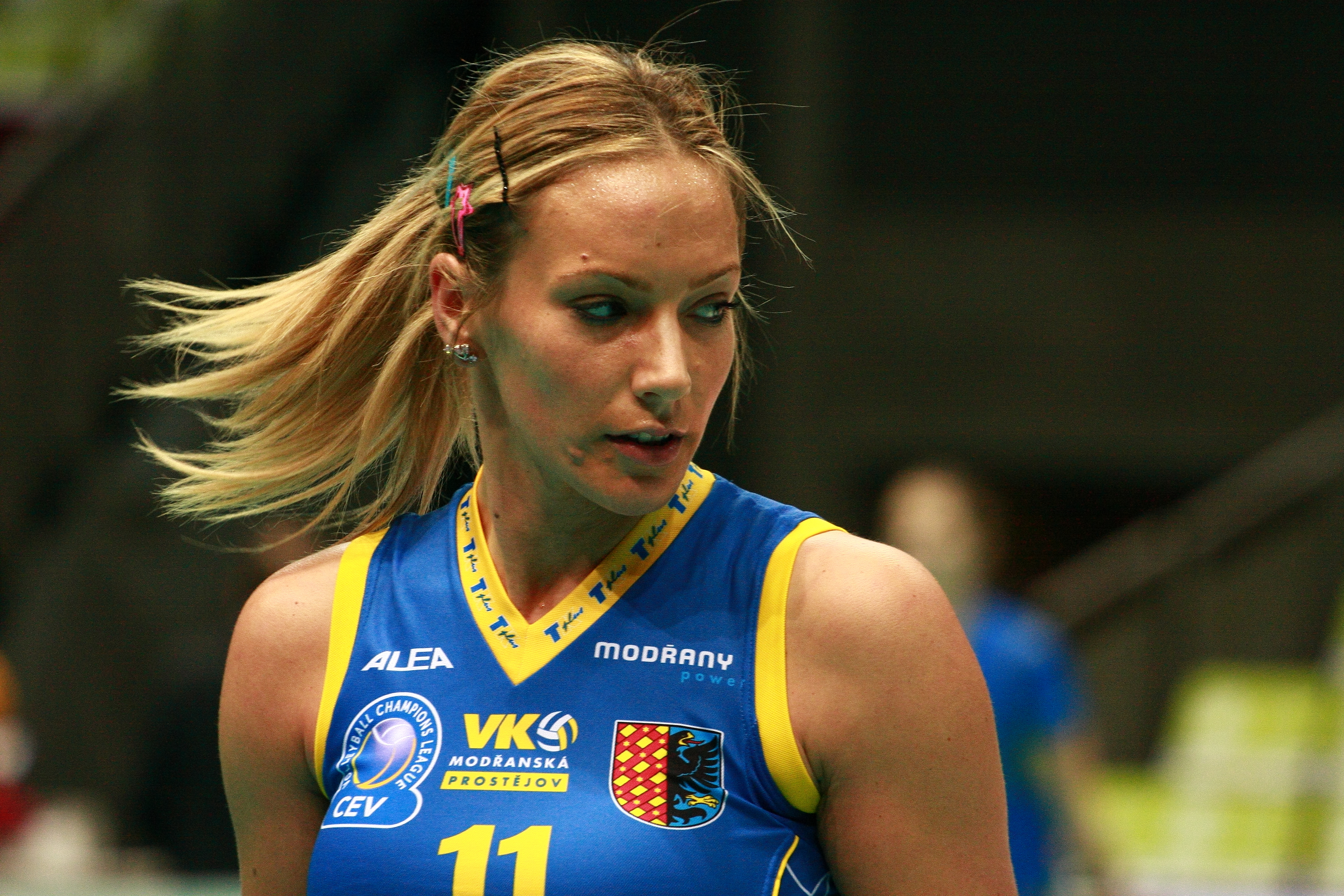
Sanja Popović zawodniczką klubu VK Modřanská Prostějov

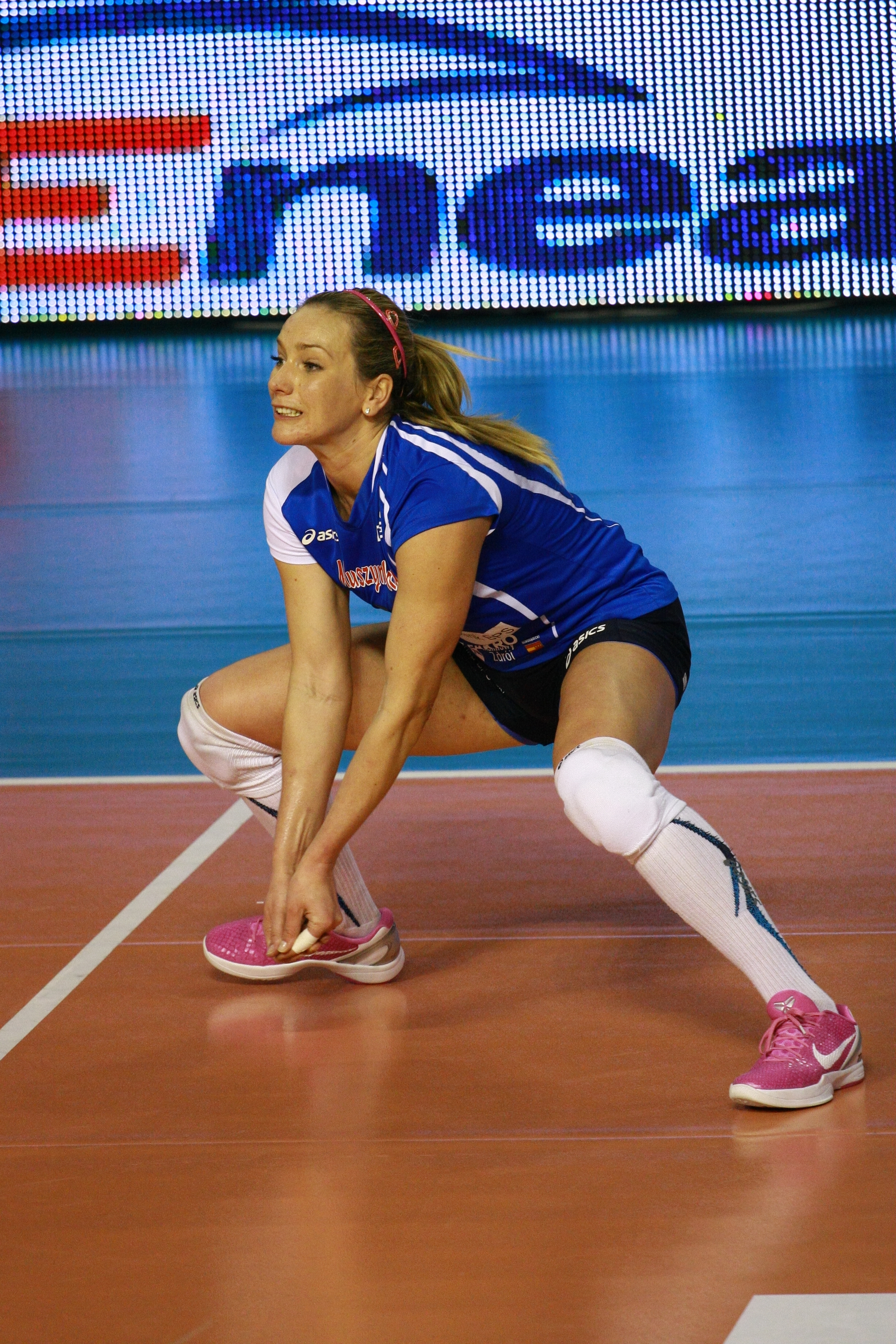
Sanja Popović zawodniczką klubu Bank BPS Muszynianka Fakro Muszyna

Sanja Gamma z d. Popović (ur. 31 maja 1984 roku w Rijece) – chorwacka siatkarka, reprezentantka kraju, grająca na pozycji atakującej.
W czerwcu 2016 roku poślubiła koszykarza Kamaldina Gammę. W styczniu 2022 roku urodziła im się córka o imieniu Naya.

## Kariera klubowa
| Kariera juniorska         | Kariera juniorska                   | Kariera juniorska | Kariera juniorska | Kariera juniorska | Kariera juniorska | Kariera juniorska | Kariera juniorska | Kariera juniorska | Kariera juniorska | Kariera juniorska |
| ------------------------- | ----------------------------------- | ----------------- | ----------------- | ----------------- | ----------------- | ----------------- | ----------------- | ----------------- | ----------------- | ----------------- |
| Lata                      | Klub                                |                   |                   |                   |                   |                   |                   |                   |                   |                   |
| 1995–1998                 | OK Kastav                           |                   |                   |                   |                   |                   |                   |                   |                   |                   |
| 1998–2004                 | ŽOK Rijeka                          |                   |                   |                   |                   |                   |                   |                   |                   |                   |
| Kariera seniorska         |                                     |                   |                   |                   |                   |                   |                   |                   |                   |                   |
| Lata                      | Klub                                |                   |                   |                   |                   |                   |                   |                   |                   |                   |
| 2004–2006                 | Mladost Zagrzeb                     |                   |                   |                   |                   |                   |                   |                   |                   |                   |
| 2006–2008                 | Asystel Novara                      |                   |                   |                   |                   |                   |                   |                   |                   |                   |
| 2008–2009                 | Famila Chieri                       |                   |                   |                   |                   |                   |                   |                   |                   |                   |
| 2009–2010                 | Beşiktaş JK                         |                   |                   |                   |                   |                   |                   |                   |                   |                   |
| 2010–2011 (do 20.01.2011) | Despar Perugia                      |                   |                   |                   |                   |                   |                   |                   |                   |                   |
| 2011–2011 (od 01.2011)    | GS Caltex Seoul KIXX                |                   |                   |                   |                   |                   |                   |                   |                   |                   |
| 2011–2012                 | VK Modřanská Prostějov              |                   |                   |                   |                   |                   |                   |                   |                   |                   |
| 2012–2013                 | Bank BPS Muszynianka Fakro Muszyna  |                   |                   |                   |                   |                   |                   |                   |                   |                   |
| 2013–2014                 | Dinamo Moskwa                       |                   |                   |                   |                   |                   |                   |                   |                   |                   |
| 2014–2015                 | Budowlani Łódź                      |                   |                   |                   |                   |                   |                   |                   |                   |                   |
| 2015 (do 12.2015)         | Leningradka Petersburg              |                   |                   |                   |                   |                   |                   |                   |                   |                   |
| 2015–2016 (od 07.12.2015) | Tauron Banimex MKS Dąbrowa Górnicza |                   |                   |                   |                   |                   |                   |                   |                   |                   |
| 2016–2017                 | Volksbank Südtirol Bolzano          |                   |                   |                   |                   |                   |                   |                   |                   |                   |
| 2017–2018 (od 09.11.2017) | Samsun Anakent                      |                   |                   |                   |                   |                   |                   |                   |                   |                   |
| 2018–2019 (od 08.12.2018) | Chemik Police                       |                   |                   |                   |                   |                   |                   |                   |                   |                   |
| 2019–2020                 | CS Volei Alba-Blaj                  |                   |                   |                   |                   |                   |                   |                   |                   |                   |
| 2020–2021                 | Vasas Óbuda Budapest                |                   |                   |                   |                   |                   |                   |                   |                   |                   |
| 2024–                     | Haok Rijeka Co                      |                   |                   |                   |                   |                   |                   |                   |                   |                   |

## Sukcesy klubowe
ŽOK Rijeka
- Mistrzostwo Chorwacji:
  -  2005, 2006
  -  2004

Mladost Zagrzeb
- Mistrzostwo Chorwacji:
  -  2005, 2006

Asystel Novara
- Puchar Włoch:
  -  2007
- Puchar CEV:
  -  2007
- Liga Mistrzyń:
  -  2008

VK Modřanská Prostějov
- Puchar Czech:
  - 	2012
- Liga czeska:
  -  2012

Bank BPS Muszynianka Fakro Muszyna
- Puchar CEV:
  -  2013
- Liga polska:
  -  2013

Dinamo Moskwa
- Puchar Rosji:
  - 	2013
- Liga rosyjska:
  -  2014

Chemik Police
- Puchar Polski:
  -  2019

CS Volei Alba-Blaj
- Liga rumuńska:
  -  2020

Vasas Óbuda Budapest
- Liga węgierska:
  -  2021

## Sukcesy reprezentacyjne
Igrzyska Śródziemnomorskie:
- 2018
- 2009[6]

Liga Europejska:
- 2019

## Nagrody indywidualne
- 2013: MVP turnieju finałowego Pucharu CEV